# Formatjada

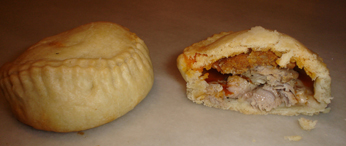
Formatjades de Menorca.

Formatjada es una empanada típica menorquina. Las hay de carne de cerdo con sobrasada y xulla (tocino), de queso y de requesón. Su nombre viene de la palabra catalana formatge, que se traduce como queso.También se dice a la formatjada de queso "Flaó",que se dice más en el término de Mahón.